# Abbreviatur (Musik)
Als Abbreviatur (von mittellateinisch abbreviatura ‚Abkürzung‘, hier: ‚Schriftkürzel‘, Plural: Abbreviaturen) bezeichnet man in der musikalischen Schriftpraxis Wortkürzel (Wortabbreviaturen), vereinfachende Schreibweisen in der Notenschrift (Notationsabbreviaturen) und verbale Anweisungen, die eine Reduzierung des Notentextes ermöglichen.

## Gebrauch
Bei Musikhandschriften spielen Abbreviaturen zur Zeitersparnis nach wie vor eine große Rolle. Beim sehr zeitaufwändigen Notenstich konnten Abbreviaturen eine Erleichterung für die Stecher sein und zur Verbilligung des Materials beitragen. Die Möglichkeit zum Kopieren und Einfügen bei modernen Notensatzprogrammen hat dagegen zur Folge, dass Abbreviaturen hier kaum mehr Zeit sparen. Beim Notensatz werden heute (fast) nur noch dann Abbreviaturen eingesetzt, wenn sie die Spielbarkeit erleichtern, also etwa wenn das Stück mit Abbreviaturen auf einer Seite oder Doppelseite Platz findet und ein Blättern unpraktisch wäre, oder wenn die abgekürzte Notation übersichtlicher wirkt als das sogenannte „Ausschreiben“ aller Wiederholungen.
Abbreviaturen in gedruckten Noten werden heute etwa noch beim Schlagzeug in Jazz und in der Popmusik verwendet. 

## Beispiele

Tonwiederholung

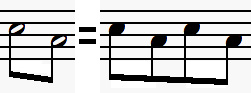
Brillenbass

„Faulenzer“ für einen Takt (links) bzw. eine Gruppe von zwei Takten (rechts)

### Notationsabbreviaturen
Balken quer zum Notenhals oder Brillenbässe zeigen an, wie oft die notierten Töne repetiert werden sollen. Dies erspart dem Schreiber eine identische Wiederholung der Notenköpfe und -hälse für jeden Anschlag. Manche ursprünglich rein handschriftlich konzipierten Abbreviaturen, wie das nur einmalige Schreiben der Notenköpfe bei wiederholten Notenhälsen, haben das Schriftbild gedruckter Noten in der Neuen Musik des 20. Jahrhunderts angeregt.
Diagonale Balken mit denen unveränderte Wiederholungen von Notengruppen, Takten oder Taktgruppen vereinfacht dargestellt werden können, werden im umgangssprachlichen Musikerjargon „Faulenzer“ genannt.

### Wortabbreviaturen
Abkürzungen von musikalischen Vortragsanweisungen werden als Wortabbreviatur bezeichnet, zum Beispiel acc. statt accelerando.

### Verbale Angaben
Anweisungen zur Reduktion des Notentextes sind z. B. Da capo al fine („vom Anfang bis zur Schlussmarkierung fine“) oder Dal Segno al coda („vom Zeichen bis zur Coda“). Der Hinweis flauto col violino („Flöte [spielt zusammen] mit Violine“) in der Partitur erspart es, eine Flötenstimme auszuschreiben, die mit der Violinstimme identisch ist. Verbale Anweisungen können wiederum als Wortabbreviaturen erscheinen, so z. B. D.C. für da capo oder D.S. für dal segno.